# Stanisław Bereś
Stanisław Bereś, ps. Stanisław Nowicki (ur. 4 maja 1950 we Wrocławiu) – polski poeta, historyk literatury, medioznawca, krytyk literacki, tłumacz.

## Życiorys
Profesor w Instytucie Dziennikarstwa i Komunikacji Społecznej Uniwersytetu Wrocławskiego; wcześniej w Instytucie Filologii Polskiej UWr (1973–2003), w Państwowej Wyższej Szkole Teatralnej (1979–1987) oraz na Uniwersytecie Charles’a de Gaulle’a Lille 3 we Francji (1987–1993). W latach 1996–2011 redaktor Telewizyjnych Wiadomości Literackich (TVP 2, TV Polonia), w latach 1997–1998 magazynu kulturalnego Latarnik (TV Polonia) oraz w roku 2003 programu publicystycznego „Jatka Kulturalna” (TVP 3); członek jury Nagrody Literackiej Nike (1996–2004). Od roku 2006 juror Literackiej Nagrody Europy Środkowej Angelus. Prowadzi cykl spotkań z pisarzami w Teatrze Polskim we Wrocławiu „Magiel literacki” (od 2006). W roku 2012 redaktor portalu edukacyjnego Telewizjaliteracka.pl, od 2013 roku redaktor naczelny serii naukowej Biblioteki Narodowej.
Opublikował 23 książki (4 przełożone na języki obce) i ok. 550 artykułów, szkiców i recenzji na łamach czasopism krajowych, emigracyjnych oraz zagranicznych. Zrealizował kilkaset odcinków programów telewizyjnych, 3 filmy dokumentalne, 6 wykładów multimedialnych.
Jego byłą żoną jest aktorka Monika Braun.

## Twórczość
- Wybór niezobowiązujący (Wydawnictwo Literackie 1983).
- Lem über Lem. Gespräche (Insel Verlag, Frankfurt am Main 1986).
- Rozmowy ze Stanisławem Lemem (Wydawnictwo Literackie, Kraków 1987).
- Pół wieku czyśćca. Rozmowy z Tadeuszem Konwickim (pod ps. Stanisław Nowicki; Aneks, Londyn 1987; Przedświt, Warszawa 1987; Oficyna Wydawnicza Interim, Warszawa 1990; Kraków 2002; przekł. franc. Un demi-siècle de purgatoire, Noir sur Blanc, Paryż 1993).
- Ostatnia wileńska plejada. Szkice o poezji kręgu Żagarów (PEN, Warszawa 1991).
- Już tylko sen (Aneks, Londyn 1990).
- Historia nie byle jaka o dziejach dzielnego Chluptaka (Aneks, Londyn 1991).
- Poètes de l’Apocalypse. Anthologie de poésie en polonais, hébreu et yiddish (1939–1945) (PUL, Lille 1991; wraz z D. Beauvois, J.M. Delmaire, M. Laurent).
- La Nouvelle Vague Polonaise. Anthologie des oeuvres poetiques (Centre d’Etudes de la Culture Polonaise, Lille 1992).
- Uwięziony w śmierci. O twórczości Tadeusza Gajcego (PEN, Warszawa 1992).
- Rozdarta kurtyna. Rozważania nie tylko o teatrze (Aneks, Londyn 1993; wraz z Kazimierzem Braunem).
- Historia literatury polskiej w rozmowach. XX-XXI. T. 1 (WAB; Warszawa 2002).
- Tako rzecze... Lem (Wydawnictwo Literackie, Kraków 2002).
- Szuflada z Atlantydy. Szkice o literaturze polskiej XX wieku (Dolnośląskie Wydawnictwo Edukacyjne, Wrocław 2002).
- Salon III Rzeczypospolitej, czyli Spotkania w salonie prof. Józefa Dudka (Atut, Wrocław 2006).
- Historia i fantastyka. Rozmowy z Andrzejem Sapkowskim (SuperNowa, Warszawa 2005).
- Wojaczek wielokrotny. Wspomnienia, relacje, świadectwa (Biuro Literackie, Wrocław 2008, wraz z Katarzyną Batorowicz-Wołowiec)
- Gajcy. W pierścieniu śmierci (Wydawnictwo Czarne, Wołowiec 2016)

## Tłumaczenia
- Słownik dzieł i tematów literatury francuskiej (Wydawnictwo Dolnośląskie, Wrocław 1995; tłum. wraz z M. Laurent).

## Opracowania
- Tadeusz Gajcy, Wybór poezji. Misterium niedzielne (wstęp, opracowanie, noty; Ossolineum, Biblioteka Narodowa, Kraków 1992).
- Andrzej Jochelson, Kronika. Semipałatyńsk-Wrocław (Wirydarz, oprac., wstęp).
- Stanisław Kowalczyk, Kradzieże brylantów (wstęp, wybór, opracowanie, posłowie; Atut, Wrocław 2006).
- Lem: Reaktywacja. Kongres Lemologiczny (wstęp, redakcja; Warstwy, Wrocław 2022).